# PGC 1509358
LEDA/PGC 1509358 ist eine Galaxie im Sternbild Fische auf der Ekliptik, die schätzungsweise 1 Milliarde Lichtjahre von der Milchstraße entfernt ist.
Im selben Himmelsareal befinden sich u. a. die Galaxien NGC 99 und NGC 100.